# Негежма
Негежма — упразднённая деревня на территории Свирьстройского городского поселения Лодейнопольского района Ленинградской области.

## Название
Означает «не гожая для жизни земля».

## История
По данным 1563 года на месте деревни находился погост с церковью Рождества Богородицы, дворы священника и причта. До строительства церкви на погосте располагалась часовня. Из причта упоминались: деревенский поп Гаврило, дьяк Нифонтик и пономарь Фетко.
В 1925 году близ деревни была обнаружена стоянка людей каменного века. Первая фаза развития гребенчатой керамики, обнаруженная на этой стоянке, датируется временем, предшествующим ладожской трансгрессии или самому началу последней (2800—1700 гг. до н. э.).

## География
Располагалась в месте впадения реки Негежма в Свирь, сейчас это в северной части Лодейнопольского района.